# Plattelandsbeleving
Plattelandsbeleving is een vorm van recreatie die met name uitgeoefend wordt in een agrarische omgeving, ver verwijderd van de bebouwde kom.
Joseph Pine en James Gilmore, twee Amerikaanse bedrijfsstrategen, beschreven in 2000 de zogenaamde 'beleveniseconomie'. Verschillende groepen uit het brede publiek zijn op zoek naar een aanbod van levensechte en ervaringsgerichte educatieve en/of recreatieve mogelijkheden in een natuurlijke, rustige omgeving. Daarbij stelt men vast dat het rigoureuze onderscheid tussen functies als 'recreatie', 'educatie' en 'toerisme' in hoog tempo vervaagt en vervangen wordt door een integraal concept van beleving.
Telkens komen 4 aspecten van beleving in verschillende mate aan bod:
- amusement
- leren
- ontsnappen aan de realiteit
- esthetiek

Bij de recreant ligt de nadruk daarbij op het opdoen van ervaringen en het contact met mensen op een actieve manier, en dit een 'levensechte', maar ook natuurlijke 'ontstresste' omgeving waarbij men volop kan genieten van landschap, natuur en een rustige omgeving.
Door zijn typische kenmerken vormt het platteland de ideale omgeving om aan deze behoefte van de consument te voldoen. Zo stelt men vast dat waar het platteland vroeger vooral een productiefunctie had (onder meer voedsel) nu steeds meer deze economische functie van belevingsruimte krijgt.
De plattelandsbeleving zit dan ook volop in de lift. Met tal van initiatieven wordt er ook ingespeeld op deze nieuwe wensen van de consument. Op tal van plaatsen worden evenementen, workshops, arrangementen, overnachtingsaccommodatie, dagactiviteiten, verkoop van hoeve- en streekproducten georganiseerd.